# Do Not Track
Do Not Track (ne pratiti) ili DNT je preporučeno HTTP zaglavlje za zahtev Web aplikacijama da isključe ili sopstveno praćenje korisnika, ili praćenje preko drugih sajtova (cross-site user tracking) – ova dvosmislenost još uvek nije razrešena. "Do Not Track" zaglavlje je prvobitno predloženo 2009. godine, a dosadašnji pokušaji organizacije W3C da se standardizuje su bili bezuspešni.
U decembru 2010. godine, Majkrosoft je najavio podršku za DNT u svom veb pregledaču Internet Explorer 9. Mozilin Fajerfoks je prvi pregledač koji je to implementirao, dok su Internet Explorer, Apple-ov Safari, Opera i Google Chrome kasnije dodali podršku.
Naziv polja zaglavlja je DNT i trenutno prihvata tri vrednosti: 1 ukoliko korisnik ne želi da bude praćen (odjava - opt out), 0 u slučaju da prihvata da bude praćen (prijava - opt in), ili ništa (bez slanja zaglavlja) ukoliko korisnik nije odredio da li želi da bude praćen. Podrazumevano ponašanje zahtevano standardom je da se zaglavlje ne šalje, sve dok korisnik ne odluči da uključi ovu opciju u svom pregledaču.

## Istorija
2007. godine, nekoliko grupa za zastupanje potrošača je pitalo američku Saveznu trgovinsku komisiju (FTC) da napravi "Do Not Track" listu za reklamiranje na mreži. Predlog je bio da oglašivači dostave svoje podatke FTC, koja bi sastavila "mašinski čitljivu" listu imena domena korišćenih od strane tih kompanija da postave kolačiće ili na drugi način prate potrošače.
U julu 2009. godine, istraživači Kristofer Sogojan (Christopher Soghoian) i Sid Stem (Sid Stamm) su napravili prototip dodatka za Fajerfoks veb pregledač, koji je imao podršku za DNT zaglavlje. Stem je tada bio inženjer za privatnost u Mozili, dok je Sogojan ubrzo nakon toga počeo raditi u FTC. Godinu dana kasnije, tokom govora o privatnosti američkog Senata, vođa FTC Džon Lajbovic je rekao Komitetu za prodaju da komisija istražuje ideju o predlogu "do-not-track" liste.
U decembru 2010. godine, FTC je izdala izveštaj o privatnosti koji je zahtevao "do not track" sistem koji bi omogućio ljudima da izbegnu praćenje svojih aktivnosti na mreži. Nedelju dana kasnije, Majkrosoft je najavio da će njihov sledeći pregledač imati podršku za "liste zaštite od praćenja" (Tracking Protection List), koja sprečava praćenje potrošača korišćenjem crnih listi nabavljenih od trećih strana. U januaru 2011. godine Mozila najavljuje za svoj pregledač Fajerfoks da će uskoro nuditi "Do Not Track" rešenje, pomoću zaglavlja pregledača. Ova opcija postoji od verzije 4.0 ovog pregledača. Majkrosoftov Internet Explorer, Apple-ov Safari, Opera i Google Chrome su svi kasnije dodali podršku za ovaj pristup.

### Spor oko podrazumevanog ponašanja Internet Explorer-a 10
"Do Not Track" opcija je podrazumevano uključena za "brze" instalacije pregledača Internet Explorer 10 na operativnom sistemu Windows 8. Majkrosoft je dobio kritike za svoju odluku da podrazumevano uključi "Do Not Track" od strane marketinških kompanija, koje tvrde da korišćenje "Do Not Track" zaglavlja treba da bude izbor korisnika i ne sme da bude automatski uključeno. One takođe tvrde da ova odluka krši ugovor Saveza o digitalnom reklamiranju sa američkom vladom za poštovanje "Do Not Track" sistema, jer je koalicija odredila da se taj sistem poštuje samo ukoliko ne bi bio podrazumevano uključen od strane veb pregledača. Portparol Majkrosofta je međutim branio ovu odluku, navodeći da bi korisnici više voleli pregledač koji automatski poštuje njihovu privatnost.

## Rad
Kada veb pregledač zatraži sadržaj ili pošalje podatke putem HTTP protokola, to može sadržati dodatne informacije u jednoj ili više stavki zvanih "zaglavlja". Do not track dodaje zaglavlje (DNT: 1) koje označava da korisnik ne želi da bude praćen. Izvršavanje ove smernice protiv praćenja se može ispuniti samo na strani HTTP servera, tako da se ona primenjuje uz pomoć "sistema poštenja". U tom smislu, "do not track" je sličan standardu isključenja robota (robots.txt), koji HTTP serverima obezbeđuje mehanizam komunikacije sa klijentskim programima za automatsko pretraživanje Veba u vidu da li imaju dozvolu za pristup serveru, ali se potpuno oslanja na poštenje od strane klijenta.

## Efikasnost
"Do Not Track" sistem je potpuno dobrovoljan – ne postoje legalni ili tehnološki zahtevi za njegovu upotrebu. Kao takvog, veb sajtovi i oglašivači mogu ili da poštuju "Do Not Track" zahtev ili da ga potpuno ignorišu. Savez o digitalnom reklamiranju ne zahteva od kompanija da poštuju DNT zahteve.

## Spoljašnje veze
- Understanding Online Privacy
- Browser Help: Turning Tracking Off
- http://donottrack.us/
- IETF Internet-Draft: Do Not Track: A Universal Third-Party Web Tracking Opt Out, 7. mart 2011.
- Do Not Track na EFF
- Do Not Track na sajtu Mozile